# Bradysia meigeni
Bradysia meigeni är en tvåvingeart som först beskrevs av Rubsaamen 1894.  Bradysia meigeni ingår i släktet Bradysia och familjen sorgmyggor.
Artens utbredningsområde är Tyskland. Arten är reproducerande i Sverige. Inga underarter finns listade i Catalogue of Life.